# Modest Feu i Estrada
Modest Feu i Estrada   (Sants, 1870 - Barcelona, 30 d'abril de 1933) fou un arquitecte català. Va fer la major part de la seva producció arquitectònica als barris de Sants, Hostafrancs i les Corts de Barcelona, així com a Cornellà de Llobregat, l'Hospitalet de Llobregat, Molins de Rei i Sant Andreu de la Barca, i va destacar per la seva aportació a l'eclecticisme dins el modernisme, a la decoració i els elements arquitectònics.

## Biografia

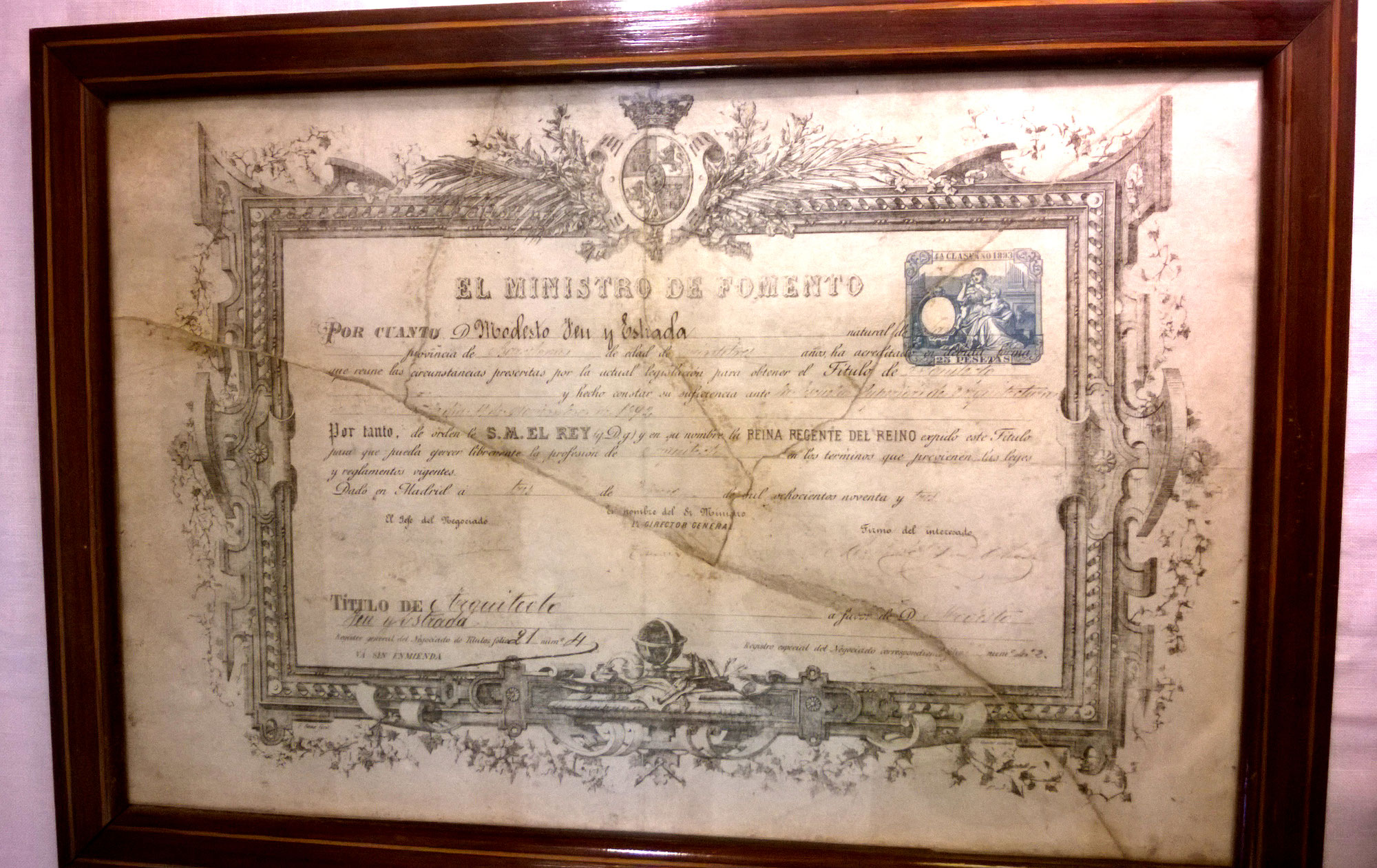
Títol d'arquitecte de Modest Feu

Era fill del mestre de cases Baldiri Feu i Aleu i de Madrona Estrada, i va néixer a la casa situada al passeig de Sant Antoni, 15 de Santa Maria de Sants, municipi annexionat a Barcelona el 1897, on el seu pare va construir diversos edificis a finals del segle xix.
Titulat com a arquitecte el 3 de febrer de 1893, es va casar amb Maria Riqué i Esteve i va tenir dos fills: Jaume Feu i Riqué i Concepció Feu i Riqué. Va desenvolupar una part molt important de la seva producció arquitectònica a Sants, col·laborant també amb les seves institucions. Per exemple, va ser membre del cor de l'Orfeó de Sants i Arquitecte de la Parròquia de Santa Maria de Sants.

### Etapa modernista

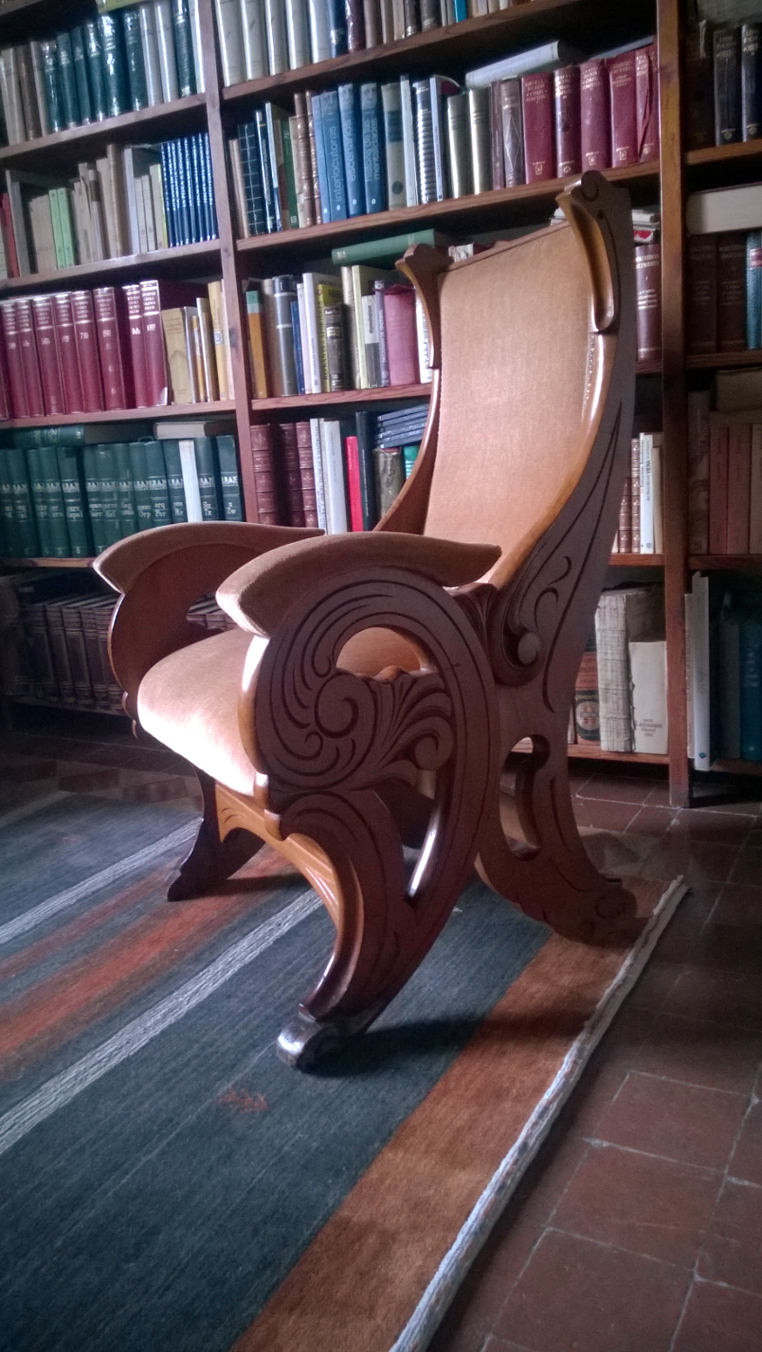
Cadira de Modest Feu

En la seva primera època, va destacar per les seves obres modernistes, obres que s'estenen fins pràcticament la data de la seva mort: Casa Josefina Barrat (1897), Casa Tomàs Vendrell (1900-1908), Casa Ramon Pujol (1901), Casa Joaquim Pau i Badia (1902), Casa Consol Grassot (1902), Casa Jaume Estrada (1906), Fàbrica Gras (Can Gras) (1906-1910), Fàbrica Trinxet (Can Trinxet) (1907-1916) (1905, Joan Alsina i Arús), Casa Miquel Tusset (1911), Casa Joaquim Pau i Maria Benosa (1912), Magatzems Figueras (1916), Casa Álvaro Capdevila i Amigó (1917), Géneros de Punto de Farrés (1918-1922), Casa Andreu Capdevila i Amigó (1922), Fàbrica Bagaria (1922), Casa del Carrer Sant Medir (1922), Casa Pedemonte (1930-1931), Casa Miquel Sanahuja i Cogul (1928-1932)...
La Casa Joaquim Pau i Maria Benosa de 1912 presenta una notable influència centreeuropea, tant del Sezessionstil (Àustria) com del Jugendstil (Alemanya).
La Casa Pedemonte, construïda el 1930 i 1931 com a residència pel seu gendre, Bonaventura Pedemonte i Falguera, i la seva família, també posseeix elements del gòtic centreeuropeu.
Durant la seva etapa modernista, l'obra conjunta de Modest Feu més destacada va ser la Fàbrica Trinxet, realitzada amb l'arquitecte Joan Alsina i Arús.
En aquesta etapa, va dissenyar mosaics per a projectes del seu amic Antoni Gaudí.

### Etapa noucentista
Posteriorment, va evolucionar fins al noucentisme, realitzant algunes obres destacades: Casa Valls (1917-1920), Casa Joan Casas (1921), Casa Antoni Pi de la Serra I (1922), Conjunt d'habitatges Carrer de l'Aviació (1922), Casa Andreu Capdevila (1922), Casa Pere Lluc (1923), Casa Joaquim Teixidó (1924-1928), Cal Drapaire (1924-1927), Fàbrica Germans Climent (1925), Casa Gran (1925), Casa Antoni Pi de la Serra III (1926), Conjunt d'habitatges Passatge Jordi Ferran (1928-1932), Conjunt d'habitatges Passatge de Xile (1931-1933), etc.
L'obra conjunta de Modest Feu més destacada de la seva etapa noucentista va ser la Casa Joaquim Teixidó (1924-1928, Barcelona), en col·laboració amb Adolf Florensa, que va pertànyer al classicisme noucentista i va ser el principal representant a Espanya de la famosa Escola de Chicago.

### Activitat política
Modest Feu va ser soci fundador de la Lliga Regionalista del districte VI de Barcelona, llavors part de l'Eixample de Barcelona, i membre del seu consell directiu. La Lliga Regionalista (1901-1933) va ser un partit polític monàrquic, conservador i catalanista. Modest Feu tenia una profunda admiració cap al polític i president de la Generalitat de Catalunya, Francesc Macià i Llussà.
Diverses obres de Modest Feu porten els símbols de la senyera, les quatre barres, com al Celler de Can Julià de Sant Andreu de la Barca.

### Defunció
Fumador empedreït, va morir el 30 d'abril de 1933 als 63 anys a Sants, víctima d'un càncer de pulmó. Enterrat al Cementiri de Sants, la seva vídua i els seus dos fills li van sobreviure diverses dècades.

## Obres
Categoria principal: Obres de Modest Feu

### Barcelona
| Any       | Nom                                             | Ubicació                                                                                 | Descripció | Estil i estat          | Foto                            |
| --------- | ----------------------------------------------- | ---------------------------------------------------------------------------------------- | --- | ---------------------- | ------------------------------- |
| 1875      | Casa Domènec Vila i Jané                        | Sants, 2-4 41° 21′ 58.55″ N, 2° 4′ 36.1″ E / 41.3662639°N,2.076694°E                     | Edifici de l'any 1875, format per planta baixa i pis. Entre el 1918 i el 1933 es remunten dues plantes i es reforma la façana. L'aspecte exterior és el de començaments del segle xx. El coronament, la façana imitant carreus, i una decoració a base de formes vegetals, formen un conjunt a prop del modernisme, però la presència d'elements de clara lectura eclèctica, obre la possibilitat que fos construït en una data lleugerament posterior. | Modernisme. Degradada  | Casa de Domènec Vila i Jané     |
| 1900-1908 | Casa Tomàs Vendrell                             | Sants, 149 41° 21′ 58.55″ N, 2° 4′ 36.1″ E / 41.3662639°N,2.076694°E                     | Edifici d'habitatges de planta baixa i quatre plantes pis, on se soluciona l'angle de la cantonada mitjançant un cos amb tribuna. L'arquitecte utilitza els vitralls decoratius per als vidres de la tribuna de la cantonada. La façana no porta força elements decoratius. L'arquitecte Oriol Bohigas i Guardiola atribueix l'obra a Modest Feu en el seu llibre Reseña y Catálogo de la Arquitectura Modernista II (Editorial Lumen, 1983), però els documents de l'edifici també reconeixen que va ser ampliada en 1934 per l'arquitecte Jaume Feu. | Modernisme. Molt bo    | Casa Tomàs Vendrell             |
| 1901      | Casa Ramon Pujol                                | Consell de Cent, 240 41° 23′ 12.39″ N, 2° 9′ 36.44″ E / 41.3867750°N,2.1601222°E         | Edifici d'habitatges de planta baixa i cinc plantes pis. Els elements principals són la tribuna de ferro del pis principal, els esgrafiats i els relleus que envolten les obertures. També hi ha detalls ornamentals, com el coronament, on hi figura l'any. | Modernisme. Molt bo    | Casa Ramon Pujol                |
| 1902      | Casa Joaquim Pau i Badia                        | Sants, 141 41° 21′ 58.55″ N, 2° 4′ 36.1″ E / 41.3662639°N,2.076694°E                     | Habitatge unifamiliar de planta i pis; la planta baixa estava destinada a vaqueria, tal com ens ho recorden els dos caps de vaca en pedra, situats damunt del coronament floral de les dues obertures laterals, de tipus ogival. La porta d'accés té adossada, a nivell del que seria un capitell, la figura d'un bust masculí de perfil. La façana de la planta baixa està acabada amb estuc que imita carreus. La planta superior, inicialment utilitzada per a habitatge, presenta un canvi de solució ja que es tracta d'una combinació de maó amb un arrebossat encintat, com si fos un empedrat. El balcó és de pedra artificial i planta trilobular, amb barana de ferro forjat, emmarcat per maons. L'edifici es corona sinuosament, emmarcant al seu centre una fornícula buida que probablement contenia, en el seu moment, una campana de crida a la llet. | Modernisme. Degradada  | Vaqueria de Joaquim Pau i Badia |
| 1902      | Casa Consol Grassot                             | Sants, 145-147 41° 22′ 31.31″ N, 2° 7′ 59.12″ E / 41.3753639°N,2.1330889°E               | Dues finques bessones sobre un eix central de simetria, repetint-se a cada finca aquest eix de simetria definit per la porteria i la tribuna de la planta principal. La planta baixa d'alçada força considerable permet l'obertura de ventilacions cap al soterrani, una a cada costat de l'entrada que, amb tota probabilitat, servien per a l'entrada de carbó. Les solucions compositives, on el tema decoratiu diferencia cada planta, col·loca a la planta principal un balcó corregut amb una tribuna. A la planta següent, sobre la tribuna, un balcó amb barana de ferro de barrots llisos i sense decoració. Als balcons individuals, de planta semicircular, les baranes són de forja molt treballada. A la tercera planta, un altre balcó corregut comú als dos edificis, on hi donen setze buits en pedra artificial força treballada i original. El coronament a base d'elements esglaonats, units entre ells també per baranes de ferro molt senzilles. | Modernisme. Correcte   | Casa Consol Grassot             |
| 1906      | Casa Jaume Estrada                              | Sants, 5 41° 22′ 31.6″ N, 2° 8′ 17″ E / 41.375444°N,2.13806°E                            | Edifici d'habitatges de planta baixa més quatre pisos, amb un terrat com a coberta, on se soluciona l'angle de la cantonada mitjançant un cos arrodonit amb tribuna. L'arquitecte utilitza els vitralls decoratius per als vidres de la tribuna de la cantonada, que a més té una barana de forja i dues columnes salomòniques, en les quals el capitell es transforma en medallons i el fust en escuts. L'últim pis està decorat amb pintures de línia més simbolista en una part de la façana que ja porta força elements decoratius -balcons falsos amb baranes fent fulles d'acant, així com les columnes de grans capitells que donen suport al coronament de l'edifici-, emfasitzant la riquesa del treball de la pedra. | Modernisme. Degradada  | Casa Jaume Estrada              |
| 1910      | Casa Siscar                                     | Creu Coberta, 123 41° 22′ 30.7″ N, 2° 8′ 30.65″ E / 41.375194°N,2.1418472°E              | Edifici entre mitgeres, de planta baixa més dues plantes pis, amb terrat a la coberta. L'autor segueix un programa decoratiu típic del període modernista: treball del ferro, decoració de les mènsules i de les llindes de la segona planta, façana que es corona amb una forma sinuosa aixecant-se per la part central per poder obrir un forat buit en forma d'ull de bou, i decoració esgrafiada des de la planta segona fins al coronament. Malgrat la forta modificació de la planta baixa que va fer desaparèixer el seu estat original, la façana principal és prou rica en elements i solucions per mantenir la dignitat i l'estètica de l'edifici. | Modernisme. Degradada  | Creu Coberta, 123               |
| 1911      | Casa Miquel Tusset                              | Sants, 130 41° 22′ 31.84″ N, 2° 8′ 3.56″ E / 41.3755111°N,2.1343222°E                    | Edifici d'habitatges de planta baixa, quatre plantes pis amb terrat a la coberta. L'edifici es resol amb tres buits per planta. A la principal, units per un balcó corregut ondulat que s'estreny a cada banda del buit. A les altres plantes els balcons redueixen la volada. La façana és estucada, imitant carreus. La decoració se centra en l'emmarcat dels forats, sobretot a les llindes i al coronament de l'edifici. | Modernisme. Regular    | Casa Miquel Tusset              |
| 1912      | Casa Joaquim Pau i Maria Benosa                 | Sants, 180 41° 22′ 31.91″ N, 2° 7′ 57″ E / 41.3755306°N,2.13250°E                        | Edifici d'habitatges en cantonada, que originalment tenia planta baixa més tres plantes pis. Posteriorment s'hi va afegir una planta més, amb poc respecte a l'estil original. A la façana principal de les tres plantes originals es disposen dos buits que s'obren a un balcó corregut amb barana de ferro de barrots helicoidals. La decoració de les llindes presenta clares arrels modernistes d'influència centroeuropea, tant el vienès (Sézession) com el muniquès (Jugendstil). | Modernisme. Regular    | Casa Joaquim Pau                |
| 1913      | Casa Modest Sagalés                             | Riego, 38 41° 22′ 38.29″ N, 2° 8′ 18.19″ E / 41.3773028°N,2.1383861°E                    | Edifici d'habitatges plurifamiliar, entre mitgeres, de planta baixa més dues plantes i terrat a la coberta. L'arquitecte parteix d'esquemes modernistes per atorgar-los una nova lectura fruit de la revisió conceptual del modernisme. Per tant, manté la sinuositat del coronament, les formes corbades i helicoidals dels barrots de les baranes de ferro, però limita la decoració a les llindes de les obertures amb motius florals i vegetals, mentre desapareix qualsevol forma voluptuosa pròpia del modernisme. Una sanefa feta de rajoles en què predomina el blau verdós uneix horitzontalment les obertures de la segona planta. A la façana, un esgrafiat revela l'any d'acabament de l'edifici; esgrafiat que se'ns presenta per les formes hereu del coup de fuet modernista. | Modernisme. Regular    | Casa Modest Sagalés             |
| 1917      | Casa Àlvar Capdevila i Amigó                    | Sants, 129 41° 22′ 31.25″ N, 2° 8′ 2.81″ E / 41.3753472°N,2.1341139°E                    | Edifici de planta baixa més quatre plantes pis, amb terrat a la coberta. La planta baixa té un local comercial i l'accés de veïns lateral, emmarcat per motllures esbeltes hereves del neogòtic però producte d'una lectura interpretativa lliure. A cada planta pis hi ha dos buits, units per un balcó corregut de barana de ferro, d'igual disseny a les tres primeres plantes, i totalment diferent a la quarta planta. Tota la solució de les llindes i l'espai de ventilació i la barana de la part superior també procedeix de formes neogòtiques molt ben resoltes. | Modernisme. Regular    | Casa Álvaro Capdevila i Amigó   |
| 1918-1922 | Géneres de Punt Farrés                          | Melcior de Palau, 131-137                                                                | Construcció fabril realitzada per l'any 1920, que s'estructura horitzontalment dins d'una parcel·la rectangular. Es tracta d'un conjunt de naus industrials destinades en un principi a fàbrica de tèxtils i d'estampats. Tota la construcció és d'obra vista. Destaca la seva façana i els arcs i cantoneres de maó vist. | Modernisme. Molt bo    | Géneros de Punto de Farrés      |
| 1921      | Casa Joan Casas                                 | Creu Coberta, 76 41° 22′ 31.27″ N, 2° 8′ 2.54″ E / 41.3753528°N,2.1340389°E              | Edifici de planta baixa més quatre plantes pis, amb terrat a la coberta. La planta baixa té dos locals comercials. La seva composició és senzilla i es pot relacionar amb l'estètica noucentista pròpia dels anys vint. Segons dades de l'Arxiu Municipal de Barcelona aquesta finca era propietat de Juan Casas i el arquitecte va ser Modest Feu (1921). | Noucentisme. Molt bo   | Casa Álvaro Capdevila i Amigó   |
| 1922      | Casa Andreu Capdevila i Amigó                   | Sants, 131 41° 22′ 31.27″ N, 2° 8′ 2.54″ E / 41.3753528°N,2.1340389°E                    | Edifici d'habitatges de planta baixa més cinc plantes pis amb terrat a la coberta. La planta baixa és un dels pocs exemples on no s'han produït intervencions i es conserva tal com era a l'origen. L'arquitecte manté la voluntat d'anar introduint modificacions a cada planta, que en aquest cas es tracta de la novetat d'una tribuna important quant a mides i proporcions. L'element de coronament, després de treballar les plantes intermèdies d'una manera austera, esdevé una tremenda "loggia", amb balustrada, columnes de capitells vegetals, sota la qual es disposen unes cartel·les que ajuden a configurar una imatge que ens porta al "seicento" venecià. Cal destacar la modernitat palesa a la planta baixa en separar estructura i façana marcant l'eix per una columna neogòtica. | Modernisme. Regular    | Casa Andreu Capdevila i Amigó   |
| 1922      | Casa d'habitatges Andreu Capdevila              | Sants, 136-140 41° 22′ 31.90″ N, 2° 8′ 2.32″ E / 41.3755278°N,2.1339778°E                | Edifici d'habitatges entre mitgeres format per planta baixa més quatre plantes pis i amb terrat a la coberta, de composició ordenada i simètrica. La planta baixa, amb l'accés de veïns central i en la línia de l'eix de simetria, disposa a cada banda dos buits destinats a usos comercials, l'evolució dels quals ha comportat que avui estigui lleugerament transformada. La planta principal es dignifica gràcies al balcó corregut que va de costat a costat i al parament que forma marcades franges horitzontals. Es pot relacionar aquest edifici amb l'estètica noucentista evolucionada pròpia dels anys vint. Els documents de l'edifici també reconeixen que va ser ampliada en 1935 per l'arquitecte Jaume Feu. | Noucentisme. Regular   | Casa d'habitatges               |
| 1922      | Casa Antoni Pidelaserra I                       | Tenor Masini, 71 41° 22′ 41.20″ N, 2° 7′ 53.35″ E / 41.3781111°N,2.1314861°E             | Edifici d'habitatges plurifamiliar, aïllat, format per planta baixa més cinc plantes pis i planta àtic, l'autoria del qual s'atribueix a l'arquitecte Modest Feu, autor del bloc d'habitatges que hi ha a la mateixa illa, també propietat d'Antonio Pidelaserra i que data del 1925. El que ens ocupa és resultat d'un projecte anterior, del 1922. Totes les obertures formen balcons, correguts en les plantes primera i cinquena, i que forma galeries i balcons en la façana posterior. Destaca per la cornisa que dona la volta a l'edifici, de considerable volada. L'element més interessant és el conjunt de llindes de les obertures de la planta superior que formen un arc esglaonat. Aquest motiu es repeteix en la façana de les galeries o posterior, o a nivell del forjat de la mateixa planta, on emmarquen falses obertures on s'obren les cambres de ventilació. Es tracta de quatre falses obertures per banda i de tres més tres al nivell de la planta àtic, i que augmenten la seva superfície de manera ascendent en allargar-se; així, la primera té una cambra de ventilació, la segona dos, etc. | Noucentisme. Correcte  | Casa Antoni Pi de la Serra I    |
| 1924-1927 | Cal Drapaire (Barcelona)                        | Gran Via Corts Catalanes, 272-282                                                        | Promogut per l'empresari paperer Pau Fornt Valls, també era conegut com a Cases de la Concepció per la imatge de la Mare de Déu a la façana (destruïda el 1936) en honor a la seva fona Concepció Brunet. Durant molts anys fou un dels edificis més grans de Barcelona, amb 11 plantes, sis escales (cadascuna amb un ascensor i un servei de telèfon a les plantes baixa i cinquena) i un total de 240 habitatges en règim de lloguer (fins a 5 persones cadascun). Els locals (un a cada costat de la porteria), estaven ocupats pels serveis que poguessin necessitar els llogaters, des d'un consultori mèdic fins a una escola i botigues d'alimentació. Hi ha dos habitatges per planta, amb els corresponents balcons (dos per pis) a la façana principal, i la tradicional galeria a la façana posterior. | Noucentisme. Bo        | Cal Drapaire                    |
| 1924-1928 | Casa Joaquim Teixidó                            | Jaume Roig, 41 41° 22′ 41.20″ N, 2° 7′ 53.35″ E / 41.3781111°N,2.1314861°E               | Edifici d'habitatges format per planta baixa més tres plantes pis i amb terrat a la coberta, de composició ordenada i simètrica. La planta baixa i el primer pis van ser obra de Modest Feu (1924), i els pisos restants d'Adolf Florensa (1928). La planta baixa, amb l'accés de veïns i en la línia de l'eix de simetria, disposa a una banda d'un buit destinat a un habitatge, l'evolució del qual ha comportat que avui estigui lleugerament transformada. La planta principal es dignifica gràcies al balcó que va de costat a costat i a quatre columnes en la façana. Es pot relacionar aquest edifici amb l'estètica noucentista pròpia dels anys vint. L'única edificació conjunta dels arquitectes Feu i Florensa és la d'aquest singular edifici. | Noucentisme. Regular   | Casa Joaquim Teixidó            |
| 1925      | Casa Gran                                       | Rosés, 11-17 41° 22′ 41.20″ N, 2° 7′ 53.35″ E / 41.3781111°N,2.1314861°E                 | Edifici d'habitatges format per planta baixa més set plantes pis, de composició ordenada i simètrica. Va ser el primer gran edifici d'habitatges per a obrers del barri de Sants. | Noucentisme. Regular   | Casa Gran                       |
| 1925      | Fàbrica Germans Climent                         | Puiggarí, 12-22 41° 22′ 47.41″ N, 2° 8′ 16.32″ E / 41.3798361°N,2.1378667°E              | Conjunt fabril propietat dels germans Climent. Es tracta d'un conjunt de naus, avui dividides, amb la coberta de volta de canó de teula. Tota la construcció és d'obra vista, excepte l'estructura amb pilars de ferro, i l'encavallada, també del mateix material. Pel carrer de Viriat es conserva una porta d'entrada a un pati, avui ple de petites construccions poc homogènies entre si i que no tenen res a veure amb el conjunt fabril original a què s'adossen algunes d'elles. | Noucentisme. Regular   | Fàbrica Germans Climent         |
| 1926      | Casa Antoni Pidelaserra III                     | Tenor Masini, 77 41° 22′ 42.41″ N, 2° 7′ 52.81″ E / 41.3784472°N,2.1313361°E             | Edifici d'habitatges plurifamiliar, construït en una parcel·la que fa cantonada al final dels anys vint; construcció de la qual ja estava prevista l'any 1925. Format originalment per planta baixa més cinc plantes pis, posteriorment es va augmentar el volum edificat-hi una planta àtic que està endarrerida respecte de la línia de façana. De composició tradicional, en les façanes es marquen els forjats corresponents a les plantes primera, cinquena i la de l'antic terrat. Les obertures estan emmarcades amb brancals i llindes que sobresurten lleugerament de la línia de façana. El tractament de les façanes és a base d'estuc. En aquest edifici va viure Quim Monzó des que va néixer, l'any 1952, fins al 1970. | Noucentisme. Correcte  | Casa Antoni Pi de la Serra III  |
| 1928-1932 | Conjunt edificis c/ Danubi i ptge. Jordi Ferran | Ptge. Jordi Ferran, 4-8 41° 22′ 35.51″ N, 2° 7′ 1.8″ E / 41.3765306°N,2.117167°E         | Amb la construcció i posta en funcionament de la fàbrica tèxtil, cap al 1910-15, els propietaris dels terrenys adjacents amb l'Hospitalet promogueren la construcció d'una petita colònia d'habitatges unifamiliars. Els terrenys que es van urbanitzar formen un passatge a l'altre costat de l'avinguda Sant Ramon Nonat (ptge. Xile) i quatre passatges paral·lels a la Travessera de les Corts i, per tant, perpendiculars al mur de tanca de la fàbrica. D'aquests, el passatge del carrer Sant Ramon Nonat ha perdut els habitatges unifamiliars. La resta són adossats i de planta baixa, ocupen unes parcel·les estretes i allargades. La decoració del mur de tancament, de rectangles amb cistelles de flors, es repeteix també en els coronaments d'algunes de les cases del passatge Madrona Piera. | Noucentisme. Degradada |                                 |
| 1931-1934 | Conjunt d'edificis ptge. Xile                   | Ptge. Xile 5, 21, 27, 36, 39 41° 22′ 36.74″ N, 2° 6′ 58.66″ E / 41.3768722°N,2.1162944°E | Passatge creat urbanísticament cap a l'any 1927 i que va construir-se entre el 1931 i el 1934. Originalment hi havia habitatges amb jardí davanter situats a la vorera dels números parells i els que la façana donava directament al carrer. Tots estaven adossats, eren de planta baixa amb coberta terrat i un coronament de balustrada cega i un element central on bé consta la data, bé el nom de la casa, o bé senzillament amb una discreta decoració bàsicament floral. Els buits arquitectònics presenten dues solucions: arc rebaixat o llindes. Tipològicament, els habitatges sense jardí segueixen el model ja establert des del 1928 per Modest Feu als passatges de Jordi Ferran, Madrona Piera i Pere Rodríguez, situats a l'altra banda de l'avinguda Xile. | Noucentisme. Degradada |                                 |

### Cornellà de Llobregat
| Any  | Nom             | Ubicació                                                                             | Descripció | Estil i Estat       | Foto            |
| ---- | --------------- | ------------------------------------------------------------------------------------ | --- | ------------------- | --------------- |
| 1920 | Fàbrica Bagaria | Carretera d'Esplugues, 169 41° 21′ 58.55″ N, 2° 4′ 36.1″ E / 41.3662639°N,2.076694°E | Antiga fàbrica de teixits de llana i cotó. Consta d'un conjunt d'edificis que conformen un enorme complex amb un cos central, tres edificis conformant un perímetre i la casa del director. Feta amb maó vist i pilars de foneria que sostenen voltes de maó amb tirants de ferro. Les teulades compta amb lluernes als dos vessants que aporten llum indirecta a l'interior. L'entrada principal té un cos quadrangular elevat sobre la teulada i cobert amb una cúpula modernista. | Modernisme. Regular | Fàbrica Bagaria |

### Igualada
| Any  | Nom                            | Ubicació                                                          | Descripció | Estil i Estat         | Foto                             |
| ---- | ------------------------------ | ----------------------------------------------------------------- | --- | --------------------- | -------------------------------- |
| 1906 | Edifici per a Francesc Reixacs | C/ Retir, 30 41° 34′ 49″ N, 1° 36′ 56″ E / 41.580339°N,1.615427°E | Edifici entre mitjaneres, amb projecte del 17 d'octubre de 1906, promogut per Francesc Reixacs Mabres. Ressalten especialment els guardapols lobulats que emmarquen les obertures. | Modernisme. Degradada | Casa Francesc Reixacs (Igualada) |

### Molins de Rei
| Any  | Nom                | Ubicació                                                                        | Descripció | Estil i Estat       | Foto               |
| ---- | ------------------ | ------------------------------------------------------------------------------- | --- | ------------------- | ------------------ |
| 1916 | Magatzems Figueras | Av. de València, 84 41° 24′ 34.69″ N, 2° 0′ 57.27″ E / 41.4096361°N,2.0159083°E | La nau rectangular, coberta a dues aigües, es veu embellida per una façana de gran personalitat que juga amb les línies corbes i les formes el·líptiques. També hi ha detalls ornamentals fets amb trencadís ceràmic, com el plafó del coronament, on hi figura l'any, i el que hi ha sota les finestres. | Modernisme. Regular | Magatzems Figueras |

### Sant Andreu de la Barca
| Any       | Nom                 | Ubicació                   | Descripció | Estil i Estat       | Foto |
| --------- | ------------------- | -------------------------- | --- | ------------------- | ---- |
| 1925      | Celler de Can Julià | Carrer Major, 12           | Es tracta d'un antic edifici d'una planta amb teulada a dues aigües dedicat a ús agrícola i industrial actualment convertit en comerç. Destaca l'ampla porta executada amb un arc de mig punt fet en maó. | Modernisme. Regular |      |
| 1930-1931 | Casa Pedemonte      | Carretera de Barcelona, 59 | Va ser construïda com a residència d'estiu per al seu gendre, Bonaventura Pedemonte i Falguera, un farmacèutic que s'havia casat amb la seva filla Concepció. És un edifici d'estil eclèctic de tres plantes on destaquen les dues grans torres quadrades amb mirador. Havia tingut un jardí amb laberint, amb xiprers i un molí de vent. És propietat de l'Ajuntament des de l'any 1988 i fa funcions d'escola bressol. | Modernisme. Molt bo |      |

### Sant Feliu de Guíxols
| Any  | Nom     | Ubicació               | Descripció                                        | Estat | Foto |
| ---- | ------- | ---------------------- | ------------------------------------------------- | ----- | ---- |
| 1901 | Edifici | Carrer de Campmany, 74 | És un edifici de disseny senzill de planta baixa. | ?     |      |